# Annapurna II
De Annapurna II is een 7937 m hoge bergtop in de Annapurna Himal, een bergketen in de Nepalese Himalaya. Het is de op vijftien na hoogste berg van de wereld. De topografische prominentie van deze top ten opzichte van de hoogste top in de bergketen, de ruim 30 km in vogelvlucht verder gelegen Annapurna I, bedraagt 2437 m.

## Klimgeschiedenis
De Annapurna II werd op 17 mei 1960 door Chris Bonington, Ang Nyima en Richard H. Grant als eersten beklommen. Er zijn weinig beklimmingspogingen gevolgd. De eerste beklimming in de winter volgde in 2008 door Philipp Kunz.